# Pólko (powiat międzychodzki)
Pólko – mały przysiółek w Polsce położona w województwie wielkopolskim, w powiecie międzychodzkim, w gminie Kwilcz, przy drodze krajowej nr 24.
Wieś wchodzi w skład sołectwa Kwilcz.
W latach 1975–1998 miejscowość należała administracyjnie do województwa poznańskiego.